# Lista de bairros de São Carlos (São Paulo)

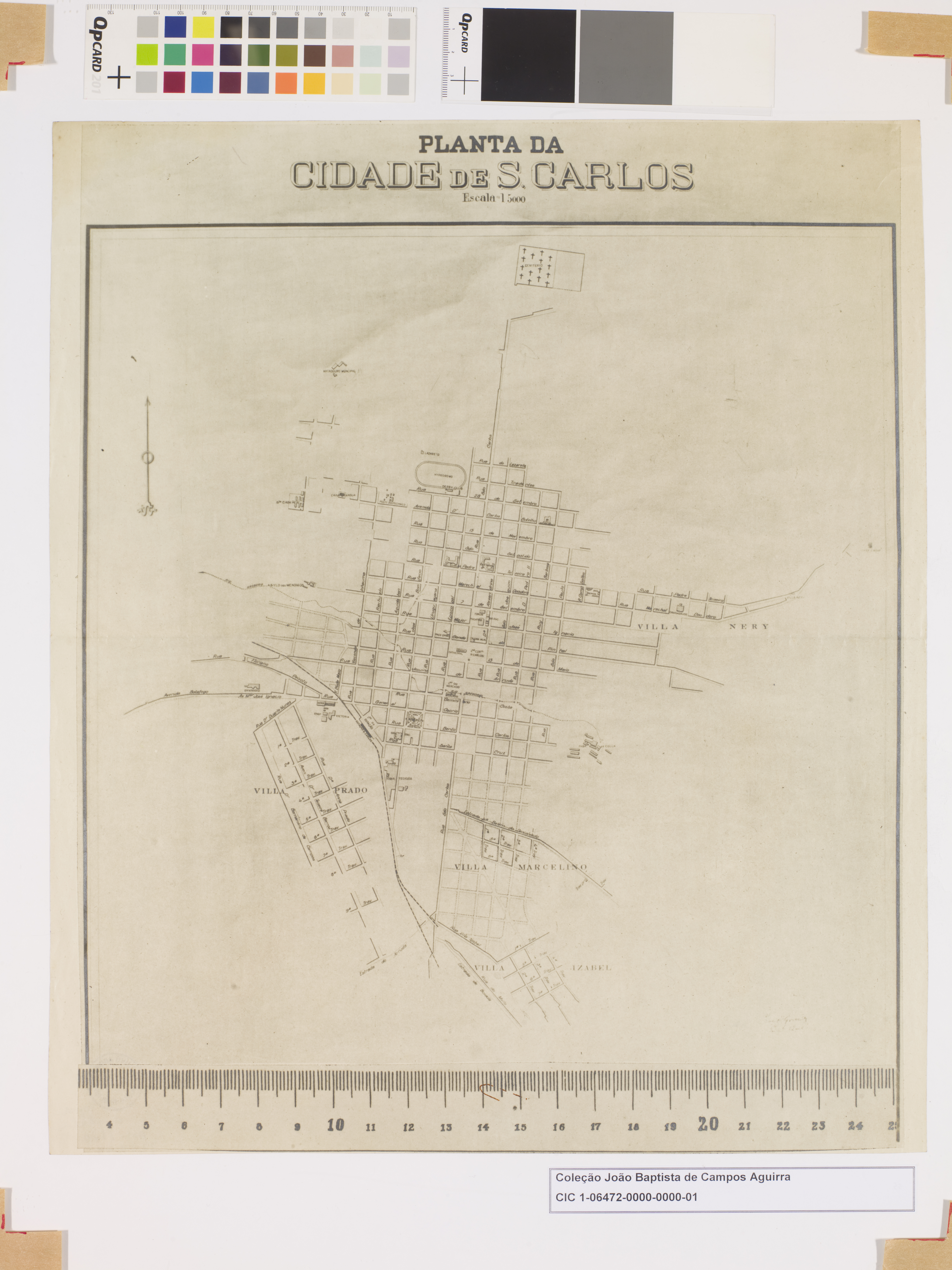
Mapa da cidade no início do século XX, mostrando o centro (1857) e os bairros Vila Nery (1889), Vila Izabel (1891), Vila Pureza (1891), Vila Prado (1893) e Vila Marcelino (1920).

O município de São Carlos possui aproximadamente 270 bairros. A lista dos bairros abaixo apresentada representa a grande maioria dos bairros atuais e os mais antigos existentes na cidade, além das respectivas datas de criação.

## Regiões
O critério de divisão das regiões é variável - há outras formas, que mudariam a classificação presente (ver abaixo). 
Para a classificação a seguir, considera-se Centro da cidade, tudo que está dentro das seguintes distâncias tendo como marco central da cidade a Catedral de São Carlos: de 600 metros para leste e oeste, de 800 metros para norte e 700 metros para sul.

### Região Central
A Região Central de São Carlos é a que está mais densamente urbanizada, sendo bastante verticalizada e possui a maior concentração de estabelecimentos comerciais, médicos e de serviços. O início de seus arruamentos datam de 1857.
Nela há tanto prédios e residenciais de alto poder aquisitivo, assim como regiões degradadas e com alguns imóveis abandonados (parte alta do Centro está em revitalização, e região próxima à antiga estação ferroviária de São Carlos)
- Centro velho
- Centro novo
- Mercado
- Estação
- Vila Madalena (beco da Madalena)

### Região Norte
A Região Norte de São Carlos é uma região onde estão as universidades (como  o Campus da UFSCar) e (Campus I da USP São Carlos) e (Campus da UNICEP), Parque São Miguel (eventos Damha) e condomínios fechados (Damha I, II e III), (Residencial Village I, II e III), (Residencial Damha Golf), (Bosque São Carlos) e (Samambaia), e bairros rurais (Tutoya do Vale, Encontro Valparaíso I e II, Residencial Portal do Vale, Aracê de Santo Antônio, Portal do Sol, Tibaia de São Fernando I e II, Vale da Santa Felicidade, Chácara Leila, Quinta dos Buritis, Aporá de São Fernando). Trata-se de uma região predominantemente residencial. É também onde está o Aeroporto de São Carlos que dista 14 km da cidade. O Terminal Rodoviário também está na mesma região, mas dentro da cidade. Possui muitas indústrias em toda sua extensão, como a Tecumseh do Brasil.

### Região Oeste, Noroeste e Sudoeste
A Região Oeste de São Carlos concentra em sua maioria bairros de classe média e alguns de classe alta em condomínios fechados como (Parque Faber I, Parque Faber II) e (Parque Santa Mônica), onde fica o Iguatemi São Carlos e outros tipos de comércio e serviço comuns nos bairros de classe média urbanos. Nela existem algumas fábricas, como a da Electrolux. Nessa região está o novo Campus II da (USP São Carlos). Há uma favela, na região do Gonzaga.

### Região Sul  e Sudeste
A Região Sul é a mais povoada de São Carlos e por ser extremamente variada, há bairros rurais (Parque Itaipú, Recreio Campestre, Estância Santa Lúcia, Parque Vale do Uirapuru e Arona "Vila Industrial"), concentra todos os tipos de ocupação urbana, dentro dessa região está o sub-distrito da Bela Vista São-carlense: bairros de classe média (Vila Bela Vista), classe média média (Vila Prado, Vila Boa Vista e Vila Boa Vista 2, Jardim Cruzeiro do Sul, Cidade Aracy). A Cidade Aracy, é conhecida pela distância do centro da cidade.
O comércio, na maior parte dos bairros, é apenas local, embora haja uma área industrial relevante, na qual há fábrica de motores da Volkswagen Motores, Faber Castell, Toalhas São Carlos e possui área industrial própria com várias outras indústrias e há o Science Park, que faz parte do Parque Tecnológico (ParqTec), o (CEAT) Centro Empresarial de Alta Tecnologia "Dr. Emílio Fehr", e o Terceiro distrito industrial.

### Zona rural
No início do século XX, antes do intenso êxodo rural iniciado nos anos 1930 com a crise do café, as principais regiões rurais de São Carlos, então chamadas de "bairros", eram:
- Água Fria
- Água Quente
- Água Vermelha
- Ararahy
- Babylonia
- Cancan
- Canchim
- Capão Preto
- Colônia
- Corta Rabicho
- Floresta
- Fortaleza
- Jacaré
- Lobo
- Monjolinho
- Pinhal
- Visconde Rio Claro
- Distrito de Ibaté
- Distrito de Santa Eudóxia

Esses bairros rurais eram nomeados a partir de grandes fazendas, rios, etc. Nessa época, os bairros urbanos eram chamados "vilas" (Villa Izabel, Botafogo, Villa Nery, Villa Pureza).
Mais tarde, por volta dos anos 1970, começam a surgir as "chácaras de recreio", loteamentos residenciais na área rural.

## Distritos
São distritos do município de São Carlos:
- O distrito sede (1858);
- O distrito de Santa Eudóxia (1912), localizado a 34 km do Centro de São Carlos;
- O distrito de Água Vermelha (1948), localizado a aproximadamente 12 km do Centro de São Carlos;
- Os distritos da  Bela Vista e Vila Nery (1981): são conurbados com a sede do município, sendo que a Bela Vista está a oeste para sudoeste e sul, e Vila Nery está a leste para nordeste e norte.

Entre 1900 e 1953, Ibaté também foi distrito de São Carlos.

## Lista dos bairros
O município não possui uma lei específica delimitando seus bairros, logo, a cidade utiliza-se das áreas dos empreendimentos - loteamentos, desmembramentos e condomínios - como referência de localização.
A seguir, uma lista dos empreendimentos da cidade, com informações retiradas da lista oficial da Secretaria de Habitação e Desenvolvimento Urbano (SMHDU), exceto quando indicado. A setorização em regiões utilizada abaixa difere do esquema adotado acima.
| Designação                        | Empreendimento                                               | Nº na SMHDU           | Ano                | Responsável                                                     | Área (ha)     | Tipo             | Notas                                                   | Região            |
| --------------------------------- | ------------------------------------------------------------ | --------------------- | ------------------ | --------------------------------------------------------------- | ------------- | ---------------- | ------------------------------------------------------- | ----------------- |
| Jardim                            | Acapulco                                                     | 201                   | 1995               | Carneiro Pereira Lopes Ltda.                                    | 26,4          | Aberto           | –                                                       | NO-1              |
| Residencial                       | Acatu                                                        | 250                   | –                  | –                                                               | –             | Fechado          | Ou "Tecumseh Village"                                   | L-1               |
| Jardim                            | Água Vermelha                                                | 96                    | –                  | –                                                               | 1,74          | Aberto           | –                                                       | R-AV              |
| Loteamento                        | Albertini                                                    | 178                   | 1982               | –                                                               | –             | Aberto           | –                                                       | NE-1              |
| Vila                              | Alpes                                                        | 2                     | 1950               | Marcílio Barbieri                                               | 11,0          | Aberto           | [ 1 ]                                                   | C-SE              |
| Jardim                            | Alvorada                                                     | 3                     | 1966               | –                                                               | 19,9          | Aberto           | –                                                       | NO-1              |
| Residencial                       | Américo Alves Margarido                                      | 221                   | 1999               | Américo Alves Margarido Ltda.                                   | 15,8          | Aberto           | –                                                       | NE-2              |
| Residencial                       | Ana Carolina                                                 | 207                   | 1996               | Soares Camargo S/A                                              | 5,5           | Aberto           | –                                                       | C-SO-1            |
| Parque                            | Anhembi                                                      | 112                   | 1977               | Imobiliária Faixa Azul                                          | 3,6           | Aberto           | [ 1 ]                                                   | C-NE              |
| Loteamento Social                 | Antenor Garcia                                               | 213                   | 1998               | Airton Garcia Ferreira                                          | 44,7          | Aberto           | [ 19 ] [ 20 ]                                           | SO-2              |
| –                                 | Aporá de São Fernando                                        | 172                   | 1982               | José Fernando Porto                                             | 78,4          | Aberto           | –                                                       | R-N               |
| –                                 | Aquários I e II                                              | –                     | –                  | –                                                               | –             | –                | Irregular                                               | R-N               |
| –                                 | Aracê de Santo Antonio I                                     | 179                   | 1982               | José Carlos Pereira Lopes                                       | 110,0         | Aberto           | –                                                       | R-N               |
| –                                 | Aracê de Santo Antonio II                                    | 181                   | 1983               | José Carlos Pereira Lopes                                       | 81,1          | Aberto           | –                                                       | R-N               |
| –                                 | Aracê de Santo Antonio III                                   | –                     | –                  | –                                                               | –             | Aberto           | Irregular                                               | R-N               |
| Jardim                            | Araucária                                                    | 261                   | 2013               | Jardim Araucária SPE Ltda.                                      | 30,0          | Aberto           | PMCMV                                                   | NO-1              |
| Residencial                       | Arcoville                                                    | 270                   | –                  | –                                                               | –             | Aberto           | –                                                       | N-1               |
| Vila                              | Arnaldo                                                      | 4                     | 1950               | Arnaldo Antoniolli                                              | 3,3           | Aberto           | [ 1 ]                                                   | C-NE              |
| Parque                            | Arnold Schimidt                                              | 60                    | 1972               | Arnold Schimid                                                  | 6,0           |                  | [ 1 ]                                                   | NO-2              |
| Conjunto Habitacional             | Arnon de Mello                                               | 197                   | 1993               | Cohab Ribeirão Preto                                            | –             | Aberto           | Ou "São Carlos V"                                       | NO-1              |
| Vila Industrial                   | Arona                                                        | 146                   | –                  | –                                                               | –             | Aberto           | Irregular                                               | R-L               |
| Residencial                       | Astolpho Luiz do Prado                                       | 222                   | 1999               | Maria Mercedes Hildebrand do Prado e outros                     | 23,3          | Aberto           | –                                                       | L-1               |
| Loteamento                        | Azulville                                                    | 126                   | 1979               | Imobiliária Faixa Azul                                          | –             | Aberto           | Regularização em 2002                                   | SE-1              |
| Loteamento                        | Azulville II                                                 | 165                   | 1980               | Imobiliária Faixa Azul                                          | –             | Aberto           | –                                                       | SE-1              |
| –                                 | Azulville – Prolongamento                                    | 214                   | 2006               | Airton Garcia Ferreira                                          | 3,1           | Aberto           | –                                                       | SE-1              |
| Jardim                            | Bandeirantes                                                 | 5                     | 1958               | Irmãos Damha                                                    | 22,8          | Aberto           | [ 1 ]                                                   | NO-1              |
| Recreio dos                       | Bandeirantes II                                              | 195                   | 1991               | Empreendimentos Imobiliários Bandeirantes Ltda.                 | 8,7           | Aberto           | –                                                       | SO-1              |
| Chácara                           | Bataglia                                                     | 6                     | 1955               | Giacomini Bataglia; Antônio Massei                              | 6,3           | Aberto           | [ 1 ]                                                   | NE-1              |
| Jardim                            | Beatriz                                                      | 8                     | 1971               | Ítalo Gualtieri; Arnaldo José Mazzei                            | 23,0          | Aberto           | [ 1 ]                                                   | SO-1              |
| Vila                              | Bela Vista                                                   | 68                    | 1939               | Saba & Nicolau Sallum                                           | 53,0          | Aberto           | [ 1 ]                                                   | C-SO-2            |
| Jardim Social                     | Belvedere                                                    | 210                   | 1997               | Imobiliária Alcobaça                                            | 13,1          | Aberto           | –                                                       | SO-1              |
| Parque                            | Belvedere                                                    | 185                   | 1982               | Walter Gullo e outros                                           | 10,8          | Aberto           | –                                                       | L-1               |
| Jardim                            | Bethania                                                     | 128                   | 1977               | Mitra Diocesana de São Carlos                                   | 6,0           | Aberto           | [ 1 ]                                                   | C-NO              |
| Jardim                            | Bicão                                                        | 211                   | 1997               | Imobiliária Alcobaça                                            | 10,2          | Aberto           | –                                                       | SO-1              |
| Vila                              | Boa Vista I                                                  | 69                    | 1961               | Imobiliária Pinhal                                              | 52,0          | Aberto           | [ 1 ]                                                   | C-SO-2 / SO-1     |
| Vila                              | Boa Vista II                                                 | 70                    | –                  | –                                                               | 60,3          | Aberto           | –                                                       | SO-1              |
| Vila                              | Boa Vista III                                                | 145                   | 1965               | Joaquim da Rocha Medeiros                                       | 38,0          | Aberto           | [ 1 ]                                                   | SO-1              |
| Vila                              | Boa Vista – Gleba C                                          | 114                   | 1973 (c.)          | Joaquim da Rocha Medeiros                                       | –             | Aberto           | [ 13 ]                                                  | SO-1              |
| Vila                              | Boa Vista – Gleba D                                          | 115                   | 1975               | Joaquim da Rocha Medeiros                                       | 5,0           | Aberto           | [ 1 ]                                                   | SO-1              |
| Vila                              | Boa Vista – Gleba E                                          | 138                   | 1979               | Joaquim da Rocha Medeiros                                       | –             | Aberto           | [ 13 ]                                                  | SO-1              |
| Jardim do                         | Bosque                                                       | 266                   | 2013               | Imobiliária Cardinali e outros                                  | 10,6          | Aberto           | [ 23 ]                                                  | NO-1              |
| Residencial                       | Bosque de São Carlos                                         | 231                   | 2003               | Sizenando de Angelis Porto; Perdiza Villas Boas-PVB             | 15,5          | Fechado          | [ 17 ]                                                  | N-3               |
| Jardim                            | Botafogo I, II, III e IV                                     | 9                     | 1972               | Arnaldo Mazzei; e outros                                        | 17,0          | Aberto           | [ 1 ]                                                   | C-SO-2 / SO-1     |
| Jardim                            | Brasil                                                       | 10                    | 1955               | Francisco Marigo                                                | 9,0           | Aberto           | Regularização em 1970                                   | C-NE              |
| Vila                              | Brasília                                                     | 11                    | 1958 (c.)          | Bichara Damha e outros                                          | –             | Aberto           | –                                                       | NE-1              |
| Quinta dos                        | Buritis                                                      | 232                   | 2002               | Emediati Ltda.                                                  | 39,5          | Fechado          | –                                                       | R-N               |
| –                                 | Cabeceira das Araras                                         | –                     | –                  | –                                                               | –             | –                | Irregular                                               | R-N               |
| Recreio                           | Campestre                                                    | 107                   | 1981               | Luiz Batistela                                                  | 81,8          | Aberto           | –                                                       | R-L               |
| Vila                              | Cardeal                                                      | 90                    | –                  | –                                                               | –             | Aberto           | –                                                       | C-SE              |
| Jardim                            | Cardinali                                                    | 116                   | 1974               | Ítalo Cardinalli e outros                                       | 22,0          | Aberto           | [ 1 ]                                                   | C-NE              |
| Vila                              | Carmem – Gleba A e B                                         | 71                    | 1978               | Joaquim da Rocha Medeiros                                       | –             | Aberto           | [ 13 ]                                                  | SO-1              |
| Chácara                           | Casale                                                       | 15                    | 1967               | –                                                               | 3,4           | Aberto           | [ 1 ]                                                   | NO-2              |
| Vila                              | Celina                                                       | 43                    | 1951               | Lafael Petroni e outros                                         | 1,88          | Aberto           | [ 1 ]                                                   | NO-2              |
| Jardim                            | Centenário                                                   | 17                    | 1959               | Dr. José Ribeiro de Paiva                                       | 21,4          | Aberto           | [ 1 ]                                                   | NO-1              |
| Jardim                            | Centenário-Santa Paula – Desmembramento                      | 054a, 054b            | 1980               | –                                                               | –             | Aberto           | –                                                       | NO-1              |
| –                                 | Centreville                                                  | 140                   | 1976               | Indústria Carlos Fachina                                        | 10,0          | Aberto           | [ 1 ]                                                   | C-SE              |
| –                                 | Centro                                                       | –                     | 1857               | Patrimônio Municipal; Igreja                                    | 247,0         | Aberto           | [ 1 ]                                                   | C                 |
| –                                 | Centro Empresarial de Alta Tecnologia Dr. Emilio Fehr (CEAT) | 189                   | 1988               | Prefeitura Municipal                                            | 105,6         | Aberto           | –                                                       | S                 |
| Loteamento de Interesse Social    | Cidade Aracy                                                 | 171, 171a, 171b       | 1982               | Agropecuária e Administração de Bens Cidade Aracy Ltda.         | 220,3         | Aberto           | [ 24 ] [ 25 ]                                           | SO-2              |
| –                                 | Cidade Jardim                                                | 34                    | 1954               | Sociedade Marwill Ltda. / Família Dornfeld                      | 33,0          | Aberto           | [ 1 ]                                                   | NO-2              |
| –                                 | Cidade Universitária                                         | 67                    | 1958               | Irmãos Crnkovic                                                 | 37,0          | Aberto           | [ 1 ]                                                   | C-NO              |
| Jardim                            | Citelli                                                      | 206                   | 1998               | Citelli Imóveis                                                 | 3,6           | Aberto           | –                                                       | C-NE              |
| Vila                              | Conceição                                                    | 155                   | 1981               | Família Zambel                                                  | 48,1          | Aberto           | –                                                       | SO-1              |
| Estância Balneária                | Concórdia                                                    | 119                   | 1975               | Incorporadora e Imob. Serrana                                   | 125,8         | Aberto           | Próximo à "Represa do Vinte e Nove"                     | R-N               |
| Estância Balneária                | Concórdia – Prolongamento                                    | 122                   | 1976               | Incorporadora e Imob. Serrana                                   | 55,6          | Aberto           | –                                                       | R-N               |
| Jardim dos                        | Coqueiros                                                    | 217                   | 1996               | Construtora Sequência                                           | 12,3          | Aberto           | –                                                       | L-1               |
| Vila                              | Costa do Sol                                                 | 61                    | 1955               | Álvaro Augusto Paço; João Paço                                  | 14,0          | Aberto           | [ 1 ]                                                   | NE-1              |
| Jardim                            | Cruzeiro do Sul                                              | 64                    | 1954               | Imobiliária Lutfalla                                            | 91,0          | Aberto           | [ 1 ]                                                   | SO-1              |
| Residencial                       | Damha I                                                      | 229                   | 2002               | Encalso Construções                                             | 50,7          | Fechado          | [ 17 ]                                                  | N-2               |
| Residencial                       | Damha II                                                     | 233                   | 2002               | Encalso Construções                                             | 49,0          | Fechado          | [ 17 ]                                                  | N-2               |
| Residencial                       | Damha III                                                    | 256                   | 2011               | Encalso Construções                                             | –             | Fechado          | [ 18 ]                                                  | N-2               |
| Residencial                       | Damha IV                                                     | –                     | –                  | Encalso Construções                                             | –             | Fechado          | –                                                       | N-2               |
| Condomínio Eco-Esportivo          | Damha V (Damha Golf)                                         | 271                   | –                  | Encalso Construções                                             | –             | Fechado          | [ 26 ]                                                  | N-2 / R-N         |
| Parque Tecnológico                | Damha I e II (Ecotec)                                        | 252                   | 2009               | Encalso Construções                                             | 46,2          | Fechado          | –                                                       | N-3               |
| Loteamento                        | D'Aquino                                                     | 76                    | 1971               | Espólio de Vicente de Aquino                                    | 3,0           | Aberto           | [ 1 ]                                                   | C-SE              |
| Chácara                           | Darezzo                                                      | 92                    | –                  | –                                                               | –             | –                | –                                                       | –                 |
| Núcleo Residencial                | Dario Rodrigues                                              | 188                   | 1986               | Cohab Bauru                                                     | 7,3           | Aberto           | Ou "São Carlos II"                                      | NO-1              |
| Jardim                            | De Cresci                                                    | 224                   | 2000               | Aldo de Cresci e outros                                         | 26,4          | Aberto           | [ 2 ]                                                   | SE-1              |
| Residencial                       | De Vitro                                                     | –                     | 2005               | Prohab                                                          | –             | Fechado          | [ 27 ]                                                  | SE-1              |
| Parque                            | Delta I                                                      | 143                   | 1978               | Imob. e Incorporadora Delta                                     | –             | Aberto           | –                                                       | NO-2              |
| Parque                            | Delta II                                                     | 143a                  | 1981               | –                                                               | –             | Aberto           | –                                                       | NO-2              |
| Residencial                       | Dep. José Zavaglia                                           | 251                   | 2009               | Omar Abdelnur Junior e outros / RPS                             | 40            | Aberto           | PMCMV; antigo "Jardim Gramado"                          | SO-2              |
| Vila                              | Deriggi                                                      | 21                    | 1956               | Irmãos Deriggi                                                  | 14,6          | Aberto           | [ 1 ]                                                   | C-NE              |
| Morada dos                        | Deuses                                                       | 141, 141a             | 1976               | Mira Assumpção Construtora                                      | 2,0           | Aberto           | [ 1 ]                                                   | NO-1              |
| Convívio Residencial              | Dom Bosco                                                    | 204                   | 1996               | Educandário São Carlos                                          | 2,4           | Fechado          | [ 17 ]                                                  | C-NE              |
| Loteamento Social                 | Dom Constantino Amstalden                                    | 225                   | 1999 / 2004        | Prohab São Carlos                                               | 40,2          | Aberto           | Ou "São Carlos VIII"                                    | L-1               |
| Residencial                       | Dona Eugênia                                                 | –                     | 2004               | Oda Empreend. e Particip.                                       | –             | Fechado          | [ 17 ]                                                  | NO-2              |
| Jardim                            | Dona Francisca                                               | 160a                  | 1980               | A. R. Empreendimentos Imobiliários                              | 5,2           | Aberto           | [ 2 ]                                                   | SE-1              |
| Parque                            | Douradinho                                                   | 228                   | 2000               | Antonio Franco de Vasconcelos                                   | 43,1          | Aberto           | –                                                       | L-1               |
| Parque                            | Douradinho II                                                | –                     | –                  | –                                                               | –             | Aberto           | –                                                       | L-1               |
| Conjunto Habitacional             | Dr. Romeu Santini                                            | 200, 200a             | –                  | Cohab Ribeirão Preto                                            | 14,1          | Aberto           | Ou "São Carlos VI"                                      | SO-1              |
| Conjunto Habitacional             | Dr. Ulisses Guimarães                                        | 13                    | –                  | –                                                               | –             | –                | Ver "Vila Monte Carlo"                                  | SO-1              |
| Loteamento Residencial            | Eduardo Abdelnur                                             | 264                   | –                  | –                                                               | –             | Aberto           | –                                                       | SO-2              |
| Condomínio Residencial            | Eldorado                                                     | 241                   | 2003               | Eldorado São Carlos Emp. Imob.                                  | 18,7          | Fechado          | [ 17 ]                                                  | NO-1              |
| Vila                              | Elizabeth                                                    | 22                    | 1949               | Arnold Schimid                                                  | 15,5          | Aberto           | [ 1 ]                                                   | C-NE              |
| Vila                              | Elizabeth – Prolongamento A                                  | 86                    | 1972               | Arnold Schimidt                                                 | 6,5           | Aberto           | [ 1 ]                                                   | C-NE / NE-1       |
| Vila                              | Elizabeth – Prolongamento B                                  | 87                    | –                  | Arnold Schimidt                                                 | 2,3           | Aberto           | –                                                       | C-NE              |
| Jardim                            | Embaré                                                       | 227                   | 2000               | Embaré Empreendimentos                                          | 90,1          | Aberto           | –                                                       | N-1               |
| Loteamento                        | Emilio Manzano                                               | 75                    | –                  | –                                                               | –             | Aberto           | –                                                       | NE-1              |
| –                                 | Encontro Valparaiso I                                        | 106                   | 1975               | Cardinalli & Versa Imóveis                                      | 118,5         | –                | [ 1 ]                                                   | R-N               |
| –                                 | Encontro Valparaiso II                                       | 156                   | –                  | Cardinalli & Versa Imóveis                                      | 121           | –                | –                                                       | R-N               |
| Parque do                         | Espraiado                                                    | 246                   | 2008               | SVN Empreend. e Construções                                     | 15,7          | Fechado          | [ 17 ]                                                  | L-1               |
| Parque                            | Estância Suíça                                               | 063, 063a, 063b       | 1957               | Arnold Schimid                                                  | 36,2          | Aberto           | [ 1 ]                                                   | NE-1              |
| Parque                            | Faber I                                                      | 196                   | 1990               | Lápis Johann Faber S.A..; Sobloco                               | –             | Fechado          | [ 17 ]                                                  | NO-1              |
| Parque                            | Faber II                                                     | 235                   | 2002               | Faber-Castell Projetos Imobiliários; Sobloco                    | 16,2          | Fechado          | [ 17 ]                                                  | NO-1              |
| Condomínio Parque                 | Faber III                                                    | 269                   | –                  | –                                                               | –             | Fechado          | –                                                       | NO-1              |
| Vila                              | Faria                                                        | 23                    | 1949               | Isaura Oliva Faria                                              | 8,5           | Aberto           | [ 1 ]                                                   | C-NE              |
| Parque                            | Fehr                                                         | 205                   | 1997               | GLH Empreend. Imobiliários                                      | 41,9          | Fechado          | [ 17 ]                                                  | NO-1              |
| Vila                              | Felícia                                                      | 184                   | 1987               | Prohab São Carlos                                               | 7,7           | Aberto           | Ou "São Carlos III"                                     | NO-1              |
| Chácara                           | Ferradura                                                    | 158                   | –                  | –                                                               | –             | Aberto           | –                                                       | SO-2              |
| Loteamento                        | Fiação de Tecidos São Carlos                                 | 89                    | 1968               | –                                                               | 1,0           | Aberto           | –                                                       | C-SO-1            |
| Parque dos                        | Flamboyants                                                  | 268                   | –                  | –                                                               | 8,7           | Aberto           | [ 28 ]                                                  | NO-1              |
| Chácara das                       | Flores                                                       | 110                   | –                  | Imob. Pinheiral / João Orlando Ruggiero                         | –             | Aberto           | –                                                       | SE-2              |
| Loteamento                        | Galhardi                                                     | 104                   | –                  | Vicente Gagliardi Spina                                         | –             | Aberto           | –                                                       | NE-2              |
| Loteamento                        | Giannoti                                                     | 136                   | –                  | –                                                               | –             | Aberto           | –                                                       | NE-2              |
| Jardim                            | Gibertoni                                                    | 163                   | 1980               | Rodolpho Gibertoni e outros                                     | –             | Aberto           | [ 2 ]                                                   | C-SO-1            |
| Jardim                            | Gonzaga                                                      | 194                   | 1986 / 1990        | CDH / Prohab São Carlos                                         | 8,5           | Aberto           | Inclui a antiga Favela Gonzaga (anos 1970) Programa HBB | SO-1              |
| Condomínio                        | Grand Ville                                                  | –                     | 1999               | Ivo Nicoletti Projetos e Obras; Engeforte                       | –             | Fechado          | [ 17 ]                                                  | NO-1              |
| Jardim                            | Guanabara                                                    | 81                    | 1972               | Alfredo Petrilli                                                | 2,0           | Aberto           | [ 1 ]                                                   | N-2               |
| Jardim                            | Hikari                                                       | 173                   | 1980               | Mario Nakazato e outros                                         | –             | Aberto           | –                                                       | NO-2              |
| Residencial                       | Idalina Pozzi Margarido                                      | 247                   | 2000               | Empreendimentos Imob. Américo Alves Margarido                   | 2,6           | Aberto           | –                                                       | NE-2              |
| –                                 | Igarape das Pedrinhas                                        | –                     | –                  | –                                                               | –             | –                | –                                                       | R-N               |
| Parque                            | Iguatemi                                                     | 202                   | 1994               | Mira Assumpção Empreendimentos                                  | 4,9           | Aberto           | –                                                       | NO-1              |
| Vila Parque                       | Industrial I                                                 | 28                    | 1955               | Alfredo Petrilli                                                | 41,0          | Aberto           | [ 1 ]                                                   | NO-2              |
| Vila Parque                       | Industrial II                                                | 29                    | 1958               | Alfredo Petrilli                                                | Incl. no ant. | Aberto           | [ 1 ]                                                   | NO-2              |
| Jardim                            | Ipanema                                                      | 219                   | 1998               | União Empreendimentos                                           | 30,5          | Aberto           | –                                                       | NO-1              |
| Jardim dos                        | Ipês                                                         | 267                   | –                  | –                                                               | 5,0           | Aberto           | [ 28 ]                                                  | R-AV              |
| Condomínio Parque dos             | Ipês                                                         | –                     | 2000               | Ivo Nicoletti Projetos e Obras                                  | –             | Fechado          | [ 17 ]                                                  | NO-1              |
| Vila                              | Irene                                                        | 30                    | 1940               | –                                                               | 1,23          | Aberto           | [ 1 ]                                                   | C-SE              |
| Vila                              | Irene – Subdivisão de Área Nelson Lages                      | 127                   | 1977               | Nelson Lages e José Rohrer                                      | 0,7           | Aberto           | –                                                       | C-SE              |
| Convívio Residencial              | Ise Koizumi                                                  | 226                   | 2000               | Oda Empreend. e Particip.                                       | 1,7           | Fechado          | [ 17 ]                                                  | NO-2              |
| Parque                            | Itaipu                                                       | 131                   | 1976               | Agropecuária Planalto / Roma Imóveis                            | 408,4         | Fechado          | [ 1 ]                                                   | R-L               |
| Residencial                       | Itamarati                                                    | 198                   | –                  | Paulo Emilio Fehr                                               | 59,8          | Aberto           | –                                                       | L-1               |
| Jardim                            | Itararé                                                      | 162                   | 1978               | Renome Empreendimentos                                          | 14,1          | Aberto           | –                                                       | R-EU              |
| Residencial                       | Itatiaia                                                     | 272                   | –                  | –                                                               | –             | Aberto           | –                                                       | SO-2              |
| Núcleo Residencial                | Ivo Morganti                                                 | 187                   | 1984               | Cohab Bauru                                                     | 12,8          | Aberto           | Ou "São Carlos I"                                       | NO-1              |
| Jardim                            | Jacobucci                                                    | 32                    | 1971               | Área pública                                                    | 1,5           | Aberto           | [ 1 ]                                                   | SO-1              |
| Vila                              | Jacobucci                                                    | 33                    | 1955               | Domingos Jacobucci                                              | 26,0          | Aberto           | [ 1 ]                                                   | NE-1              |
| Recanto dos                       | Jequitibás                                                   | –                     | –                  | –                                                               | –             | –                | Irregular                                               | R-N               |
| Loteamento                        | João Chinez                                                  | 91                    | –                  | –                                                               | –             | –                | –                                                       | –                 |
| Jardim Industrial                 | João Leopoldino                                              | 147                   | 1976               | Engenharia e Comércio Bandeirante                               | 9,1           | Aberto           | –                                                       | SE-2              |
| Conjunto Habitacional             | João Tavoni                                                  | 207a                  | 1997 / 2002 / 2004 | CDHU                                                            | –             | Aberto           | [ 27 ]                                                  | R-EU              |
| Jardim                            | Jockey Club – A e B                                          | 018, 019              | 1955               | Omar de Souza Ribeiro                                           | 45,6          | Aberto           | [ 1 ]                                                   | N-2               |
| Estância do                       | Lago                                                         | 167                   | –                  | Granitecnica Ltda.                                              | 23,0          | –                | Não implementado; ver "Recanto dos Jequitibás"          | R-N               |
| Vila                              | Laura                                                        | 74                    | 1955               | Soc. Imobiliária e Construtora Corsi                            | 6,2           | Aberto           | [ 1 ]                                                   | NE-1              |
| Chácara                           | Leila                                                        | 137                   | 1977               | Walter e Yolanda Favaretto                                      | –             | –                | Região do "Varjão"                                      | R-N               |
| Vila                              | Leonardo                                                     | 84                    | 1949               | Leonardo Petrilli                                               | 1,8           | Aberto           | Parte da V. S. José                                     | NE-1              |
| Jardim                            | Letícia                                                      | –                     | –                  | –                                                               | –             | Aberto           | –                                                       | SE-1              |
| Conjunto Habitacional             | Lourival Maricondi                                           | 190                   | 1988               | Prohab São Carlos                                               | 4,9           | Aberto           | Ou "São Carlos IV"                                      | NO-1              |
| Vila                              | Lutfalla                                                     | 38                    | 1948               | Fiação de Tecidos Lutfalla                                      | 13,00         | Aberto           | [ 1 ]                                                   | C-SE              |
| Jardim                            | Lutfalla                                                     | 39                    | 1951               | Imobiliária Lutfalla                                            | 15,5          | Aberto           | [ 1 ]                                                   | C-NO              |
| Jardim                            | Macarenco                                                    | 83                    | 1952               | Espólio do Trofim Macarenco                                     | 9,2           | Aberto           | [ 1 ]                                                   | C-NE              |
| Vila ou Beco da                   | Magdalena                                                    | –                     | –                  | Fábrica de Tecidos Magdalena                                    | –             | Aberto           | Denominação informal                                    | C-SO-1            |
| Jardim                            | Maracanã                                                     | 40                    | 1960               | Antonio Moteiro e outros                                        | –             | Aberto           | –                                                       | SE-2              |
| Vila                              | Marcelino                                                    | 44                    | 1920               | José Barbieri                                                   | 17,0          | Aberto           | [ 1 ]                                                   | C-SE              |
| Vila                              | Marcia                                                       | 121                   | –                  | –                                                               | –             | –                | –                                                       | –                 |
| Estância                          | Maria Alice                                                  | 108                   | 1976               | Exemplo Empreendimentos Imobiliários                            | 9,0           | Aberto           | [ 1 ]                                                   | SO-2              |
| Estância                          | Maria Alice – Prolongamento                                  | 109, 166              | –                  | –                                                               | –             | Aberto           | –                                                       | SO-2              |
| Jardim                            | Maria Alice                                                  | 93                    | 1973               | Miguel dos Santos Friães                                        | 9,0           | Aberto           | [ 1 ]                                                   | C-SE              |
| Parque                            | Maria Stella Fagá                                            | 177                   | 1982               | –                                                               | –             | Aberto           | –                                                       | L-1               |
| Vila                              | Marigo                                                       | 42                    | 1951               | Francisco Marigo                                                | 10,0          | Aberto           | [ 1 ]                                                   | NE-1              |
| Vila                              | Marina                                                       | 43                    | 1951               | Guerino Petrilli                                                | 5,7           | Aberto           | [ 1 ]                                                   | NE-1              |
| Vila                              | Marques                                                      | 45                    | 1950               | –                                                               | 3,0           | Aberto           | [ 1 ]                                                   | C-NE              |
| Jardim                            | Martinelli                                                   | 230, 230a             | 2001               | Wandercy Aldo Martinelli                                        | 3,6           | Aberto           | –                                                       | SO-1              |
| Vila                              | Max                                                          | 101                   | 1989               | Espólio de José Maximino Jr.                                    | 1,4           | Aberto           | –                                                       | NE-1              |
| Jardim                            | Medeiros                                                     | 186                   | 1987               | Imobiliária Alcobaça / Henriqueta Roiz Ferreira                 | 20,9          | Aberto           | –                                                       | SO-1              |
| Jardim                            | Medeiros – Prolongamento                                     | 223                   | 1998               | Imobiliária Alcobaça                                            | 10,1          | Aberto           | –                                                       | SO-1              |
| Jardim                            | Mercedes                                                     | 103                   | 1975               | Emprrendimento Imobiliário Schimid                              | 1,4           | Aberto           | [ 1 ]                                                   | C-SE              |
| Distrito Industrial               | Miguel Abdelnur                                              | 148                   | 1975               | Prefeitura Municipal                                            | 63,5          | Aberto           | [ 1 ]                                                   | SE-2              |
| –                                 | Mirante da Bela Vista                                        | 149                   | 1992               | Lagoa Verde Empreendimentos / Anadilma Garcia Ferreira Geraldes | 7,6           | Aberto           | –                                                       | SO-1              |
| Chácara                           | Monjolinho                                                   | 98                    | 1993               | Fernando Von Gal                                                | 2,8           | Aberto           | –                                                       | NO-1              |
| Bairro                            | Monjolinho                                                   | –                     | –                  | –                                                               | –             | Aberto           | –                                                       | NO-2 / NE-1 / N-3 |
| Residencial                       | Mons. Romeu Tortorelli                                       | 203                   | 1995               | Mira Assumpção Empreendimentos                                  | 20,2          | Aberto           | –                                                       | NO-1              |
| Vila                              | Monte Carlo                                                  | 13                    | 1969               | Leôncio Zambel                                                  | 24,5          | Aberto           | [ 1 ]                                                   | SO-1              |
| –                                 | Monte Carlo                                                  | –                     | 2004               | Prohab São Carlos                                               | –             | –                | Programa HBB                                            | SO-1              |
| Chácara de Recreio                | Monte Carlo                                                  | 118                   | –                  | –                                                               | –             | Aberto           | –                                                       | L-1               |
| Chácara de Recreio                | Monte Carlo – Desmembramento                                 | 118a                  | –                  | –                                                               | –             | Aberto           | –                                                       | L-1               |
| Loteamento                        | Monte Everest                                                | –                     | –                  | –                                                               | –             | Fechado          | –                                                       | NO-1              |
| Vila                              | Monteiro – Gleba I                                           | 47                    | 1948               | Jorge Vieira Monteiro                                           | 17,0          | Aberto           | [ 1 ]                                                   | C-SE              |
| Vila                              | Monteiro – Gleba II                                          | 48                    | 1951               | Jorge Vieira Monteiro                                           | 21,0          | Aberto           | [ 1 ]                                                   | C-SE              |
| Vila                              | Monteiro – Prolongamento                                     | 082, 082a             | 2005               | Miguel S. Friães e outros                                       | 0,23          | Aberto           | –                                                       | C-SE              |
| Vila                              | Monteiro – Desmembramentos                                   | 135                   | 1980               | Vários                                                          | –             | Aberto           | –                                                       | C-SE              |
| Condomínio Residencial            | Montreal                                                     | 236                   | 2002               | Eng. e Comércio Bandeirantes                                    | 21,0          | Fechado          | [ 17 ]                                                  | NO-1              |
| Condomínio Residencial            | Moradas São Carlos I                                         | 258                   | 2009               | Rodobens Negócios Imobiliários                                  | 9,6           | Fechado          | [ 18 ] [ 28 ]                                           | NO-1              |
| Condomínio Residencial            | Moradas São Carlos II                                        | 262                   | 2010               | Rodobens Negócios Imobiliários                                  | 10,3          | Fechado          | [ 18 ] [ 28 ]                                           | NO-1              |
| Condomínio Residencial            | Moradas São Carlos III                                       | –                     | 2013               | Rodobens Negócios Imobiliários                                  | –             | Fechado          | [ 18 ]                                                  | NO-1              |
| Vila                              | Morumbi                                                      | 49                    | 1969               | Eduardo Pulschen                                                | 8,0           | Aberto           | [ 1 ]                                                   | SO-1              |
| Jardim                            | Munique                                                      | 191a                  | –                  | Eugen e Inge Rösel                                              | 40,1          | Aberto           | –                                                       | L-1               |
| Vila                              | Nancy                                                        | 97                    | –                  | –                                                               | –             |                  | –                                                       | NE-1              |
| Vila                              | Nery                                                         | –                     | 1889               | Joaquim Alves S. Nery                                           | 15,0          | Aberto           | [ 1 ] [ 4 ]                                             | C-NE              |
| Vila                              | Nery – Prolongamento                                         | –                     | 1950               | Galhardi; Gianotti; e outros                                    | 18,0          | Aberto           | [ 1 ]                                                   | C-NE              |
| Jardim                            | Nossa Senhora Aparecida                                      | 125                   | 1978               | Imobiliárias Faixa Azul e Delta                                 | –             | Aberto           | [ 2 ]                                                   | C-NE              |
| Jardim                            | Nossa Senhora Aparecida – Prolongamento                      | 125a                  | 1978               | –                                                               | –             | Aberto           | [ 2 ]                                                   | C-NE              |
| Vila                              | Nossa Senhora de Fátima                                      | 78                    | 1955               | Francisco Marigo                                                | 4,4           | Aberto           | [ 1 ]                                                   | NE-1              |
| Condomínio Residencial            | Nossa Senhora de Nazaré                                      | –                     | –                  | –                                                               | –             | Fechado          | [ 17 ]                                                  | C-NE              |
| Parque                            | Nova Estância                                                | –                     | –                  | –                                                               | –             | Aberto           | Ver "Vila São José"                                     | NE-1              |
| –                                 | Nova Santa Paula                                             | 113                   | –                  | Imobiliária Faixa Azul                                          | –             | Aberto           | –                                                       | NO-2              |
| Empreendimento                    | Nova São Carlos (Cedrinho)                                   | 176                   | 1982               | Lapis Johann Faber S/A                                          | –             | –                | Não implementado                                        | R-S               |
| Jardim                            | Nova São Carlos                                              | 73                    | 1970               | Santo Rossetti                                                  | 17,0          | Aberto           | [ 1 ]                                                   | C-SE / SE-1       |
| Jardim                            | Nova São Carlos – Prolongamento                              | 100                   | –                  | João Orlando Ruggiero                                           | –             | Aberto           | –                                                       | C-SE / SE-1       |
| Jardim                            | Novo Horizonte                                               | 169                   | –                  | Irmãos Franchin                                                 | 10,3          | Aberto           | –                                                       | L-2               |
| Parque                            | Novo Mundo                                                   | 249                   | 2009               | Joa Empreendimentos / RPS                                       | 34,4          | Aberto           | PMCMV                                                   | S                 |
| Condomínio                        | Orizzonti di San Carlo                                       | –                     | 2007               | Rossi Residencial; Sobloco                                      | 2,8           | Fechado          | [ 17 ] [ 28 ]                                           | NO-1              |
| Condomínio                        | Oscar Barros                                                 | –                     | 2004               | Prohab São Carlos                                               | –             | Fechado          | [ 27 ]                                                  | L-1               |
| Jardim                            | Pacaembu                                                     | 50                    | 1955               | Guerino Petrilli                                                | 20,0          | Aberto           | [ 1 ]                                                   | SO-1              |
| Vila                              | Palmares                                                     | 51                    | 1948               | João Pereira da Costa Martins                                   | 2,3           | Aberto           | [ 1 ]                                                   | C-SO-1            |
| Jardim                            | Paraíso                                                      | 52                    | 1952               | Salomão Gantus                                                  | 12,0          | Aberto           | [ 1 ]                                                   | C-NO              |
| Parque                            | Paraíso                                                      | 180                   | 1983               | Gipsy Pellegrino Ferreira e outros                              | –             | Aberto           | –                                                       | NO-1              |
| Chácara                           | Paraíso                                                      | 80                    | 1976               | José Maximino Júnior                                            | 3,7           | Aberto           | [ 1 ]                                                   | NE-1              |
| Residencial                       | Parati                                                       | 218                   | 1999               | Comercial e Construtora Bianco                                  | 3,4           | Fechado          | [ 17 ]                                                  | NO-1              |
| –                                 | Parcelamento espontâneo 1                                    | –                     | –                  | –                                                               | 7,8           | Aberto           | [ 1 ]                                                   | SE-2              |
| –                                 | Parcelamento espontâneo 2                                    | –                     | –                  | FEPASA                                                          | 6,7           | Aberto           | Ou "Vila Ferroviária" ou "Coloninha da Fepasa"          | SO-1              |
| –                                 | Parcelamento espontâneo 3                                    | –                     | –                  | FEPASA                                                          | 21,9          | Aberto           | Ou "Vila Ferroviária" ou "Coloninha da Fepasa"          | C-SO-2            |
| –                                 | Parcelamento espontâneo 4                                    | –                     | –                  | –                                                               | 6,1           | Aberto           | [ 1 ]                                                   | SO-1              |
| –                                 | Parcelamento espontâneo 5                                    | 059, 059a, 059b       | 1948               | –                                                               | 27,3          | Aberto           | Ou "Tijuco Preto"                                       | NE-1              |
| –                                 | Parcelamento espontâneo 6                                    | –                     | –                  | –                                                               | 7,3           | Aberto           | [ 1 ]                                                   | C-NE              |
| –                                 | Parcelamento espontâneo 7                                    | –                     | –                  | –                                                               | 2,7           | Aberto           | [ 1 ]                                                   | C-NE              |
| –                                 | Parcelamento espontâneo 8                                    | –                     | –                  | –                                                               | 3,9           | Aberto           | [ 1 ]                                                   | C-NE              |
| –                                 | Parcelamento espontâneo 9                                    | –                     | –                  | –                                                               | 6,45          | Aberto           | [ 1 ]                                                   | C-NE              |
| –                                 | Parcelamento espontâneo 10                                   | –                     | –                  | –                                                               | 2,0           | Aberto           | [ 1 ]                                                   | C-NE              |
| –                                 | Parcelamento espontâneo 11                                   | –                     | –                  | –                                                               | 3,58          | Aberto           | [ 1 ]                                                   | NE-1              |
| Chácara                           | Parollo                                                      | 53                    | 1955               | Dileta Parollo                                                  | 4,00          | Aberto           | [ 1 ]                                                   | C-NE              |
| Chácara do                        | Parque                                                       | –                     | 1951               | Domingo Teixeira Pinto                                          | 10,0          | Aberto           | [ 1 ]                                                   | C-NE              |
| Chácara                           | Parque Club                                                  | 20                    | –                  | –                                                               | –             | Aberto           | –                                                       | C-NE              |
| Parque dos                        | Pássaros                                                     | 265                   | –                  | –                                                               | –             | Aberto           | –                                                       | N-2               |
| Recanto dos                       | Pássaros                                                     | 238                   | –                  | –                                                               | –             | –                | Irregular                                               | R-L               |
| Jardim                            | Paulista                                                     | 55                    | 1953               | Coriolano José Gibertoni                                        | 12,0          | Aberto           | [ 1 ]                                                   | C-SO-2            |
| Jardim                            | Paulistano                                                   | 56                    | 1957               | Vicente Petrilli                                                | 32,7          | Aberto           | [ 1 ]                                                   | NO-2              |
| Vila                              | Pelicano                                                     | 58                    | 1949               | Rosina Pelicano                                                 | 10,0          | Aberto           | [ 1 ]                                                   | C-SO-2            |
| Jardim                            | Planalto Paraíso                                             | 175                   | 1997               | Joteze Ltda.                                                    | 38,4          | Aberto           | –                                                       | NO-1              |
| Conjunto Habitacional             | Planalto Verde                                               | 260                   | –                  | Marimbondo e Itaporanga                                         | –             | Aberto           | PMCMV                                                   | SO-2              |
| –                                 | Portal do Sol                                                | 174                   | 1982               | Village Imóveis                                                 | 13,0          | Aberto           | [ 2 ]                                                   | C-NE              |
| –                                 | Portal do Vale I e II                                        | –                     | –                  | –                                                               | –             | –                | Irregular                                               | R-N               |
| Vila                              | Prado                                                        | –                     | 1893               | Leopoldo de Almeida Prado                                       | 57,7          | Aberto           | [ 1 ]                                                   | C-SO-2            |
| Núcleo Residencial                | Presid. Castelo Branco                                       | 153, 153a             | 1974               | Cohab Bandeirante Campinas                                      | 9,2           | Aberto           | Regularização em 1988                                   | SE-1 / C-SE       |
| Jardim Social                     | Presid. Collor                                               | 212                   | 1998               | Agropecuária e Administração de Bens Cidade Aracy Ltda.         | 48,1          | Aberto           | –                                                       | SO-2              |
| Parque                            | Primavera                                                    | 129, 129a             | 1975               | Jamaica Imóveis                                                 | 9,0           | Aberto           | [ 1 ]                                                   | NE-2              |
| Vila dos                          | Prontos                                                      | –                     | 1925               | Prefeitura                                                      | –             | Aberto           | [ 32 ]                                                  | C-NE              |
| Vila                              | Pureza                                                       | –                     | 1891               | Manoel Antônio Mattos                                           | 26,8          | Aberto           | [ 1 ] [ 4 ]                                             | C-NO              |
| Condomínio Residencial            | Quebec                                                       | 255                   | 2010               | Eng. e Comércio Bandeirantes                                    | 22,3          | Fechado          | [ 18 ]                                                  | NO-1              |
| Vila                              | Rancho Velho                                                 | 72                    | 1955               | Ana Doria Fernandes                                             | 12,1          | Fechado          | [ 1 ]                                                   | C-NE              |
| Jardim                            | Real                                                         | 134                   | 1977               | Real Loteamentos e Empreendimentos                              | 3,7           | Aberto           | [ 1 ]                                                   | NE-1              |
| Vila                              | Redenção                                                     | –                     | 1966               | Cárola Rodemburg de Medeiros Neto / PMSC / CECAP                | 3,5           | Aberto           | Bairro rodeado pelo Boa Vista II                        | SO-1              |
| Condomínio Residencial            | Reserva Aquarela                                             | 263                   | 2012               | Viver Inc. e Construtora (antiga Inpar S.A)                     | 9,1           | Fechado          | [ 18 ]                                                  | NO-1              |
| Jardim                            | Ricetti                                                      | 94                    | 1974               | Alecia Monteiro Ricetti; e outros                               | 6,4           | Aberto           | [ 1 ]                                                   | C-SE              |
| Jardim                            | Ricetti – Prolongamento Carreri                              | 95                    | 1976               | Thomaz Carreri                                                  | 5,4           | Aberto           | [ 1 ]                                                   | C-SE              |
| Jardim das                        | Rosas                                                        | 183                   | –                  | José Antonio Dotta                                              | 1,5           | Aberto           | –                                                       | SO-1              |
| Parque                            | Sabará                                                       | 123                   | 1976               | Sapé Agropecuária                                               | 17,0          | Fechado          | [ 1 ] [ 17 ]                                            | NE-2              |
| Parque                            | Saint Patrick                                                | –                     | –                  | –                                                               | –             | –                | Irregular                                               | R-L               |
| Residencial                       | Samambaia                                                    | 170                   | 1982               | –                                                               | 41,4          | Fechado          | [ 17 ]                                                  | N-3               |
| Bairro da                         | Sanbra                                                       | –                     | –                  | –                                                               | –             | –                | Denominação antiga; atual Volkswagen                    | R-S               |
| Loteamento Social                 | Santa Angelina                                               | 215                   | 1998 / 2002        | Prohab São Carlos                                               | 24,2          | Aberto           | Ou "São Carlos VII"                                     | NO-1              |
| Condomínio                        | Santa Cruz                                                   | –                     | –                  | –                                                               | –             | Fechado          | –                                                       | NO-1              |
| Parque                            | Santa Elisa                                                  | 120                   | –                  | Elisa N. S. Facchina                                            | 82,0          | –                | Não implementado                                        | NO-1              |
| Parque                            | Santa Elisa                                                  | 240                   | 2005               | Santa Elisa Empreendimentos                                     | 7,3           | Aberto           | –                                                       | NO-1              |
| –                                 | Santa Eudóxia - Subdivisão de área                           | –                     | –                  | –                                                               | –             | –                | –                                                       | R-EU              |
| Parque                            | Santa Felícia Jardim                                         | 025, 025a, 025b, 025c | 1968               | Romeu Tortorelli                                                | 146,0         | Aberto           | [ 1 ] [ 35 ]                                            | NO-1              |
| Jardim                            | Santa Helena                                                 | 27                    | 1955               | Dr. Estanislau Melinas                                          | 10,3          | Aberto           | [ 1 ]                                                   | NE-1              |
| Vila                              | Santa Isabel                                                 | 31                    | 1891               | Casimiro C. O. Guimarães                                        | 17,0          | Aberto           | [ 1 ] [ 4 ]                                             | SE-2 / C-SE       |
| Jardim                            | Santa Julia                                                  | 259                   | –                  | –                                                               | 9,1           | Aberto           | [ 28 ]                                                  | NO-1              |
| Estância                          | Santa Lucia                                                  | 130                   | 1975               | João Kensei Sukomine                                            | 13,0          | –                | [ 1 ]                                                   | R-S               |
| Vila                              | Santa Madre Cabrini                                          | 150                   | –                  | Imobiloária Faixa Azul                                          | 8,3           | Aberto           | –                                                       | SO-1              |
| Jardim                            | Santa Maria I                                                | 41                    | 1956               | João de Francisco                                               | 6,2           | Aberto           | [ 1 ]                                                   | NE-1              |
| Vila                              | Santa Maria II                                               | 041a                  | 1969               | Bichara Damha                                                   | 6,0           | Aberto           | [ 1 ]                                                   | L-1               |
| Parque                            | Santa Marta                                                  | 154                   | 1979               | Imob. Santa Marta                                               | 33,5          | Aberto           | –                                                       | NO-1              |
| Vila                              | Santa Martha                                                 | 105                   | 1971               | Harold Arthur                                                   | –             | –                | [ 36 ]                                                  | NO-2              |
| Parque                            | Santa Monica I                                               | 46                    | 1966               | Luiz Cunha Carneiro                                             | 8,76          | Aberto           | [ 1 ]                                                   | C-NO              |
| Parque                            | Santa Monica II                                              | 144                   | 1970               | Luiz da Cunha Carneiro                                          | 35,0          | Aberto           | [ 1 ]                                                   | C-NO              |
| Jardim                            | Santa Paula                                                  | 54                    | 1960               | Álvaro Anselmo Peres; e outros                                  | 13,9          | Aberto           | [ 1 ]                                                   | NO-1              |
| Jardim                            | Santa Paula – Prolongamento                                  | 99                    | 1976               | Imobiliária Faixa Azul                                          | 4,0           | Aberto           | [ 1 ]                                                   | NO-1              |
| Jardim                            | Santa Tereza                                                 | 66                    | 1971               | João Orlando Ruggiero                                           | 6,4           | Aberto           | [ 1 ]                                                   | SO-1              |
| Chácara                           | Santo Antonio                                                | –                     | –                  | –                                                               | –             | Aberto           | –                                                       | L-1               |
| Vila                              | Santo Antonio                                                | –                     | 1950               | –                                                               | 19,0          | Aberto           | [ 1 ]                                                   | C-NE              |
| Recreio                           | Santo Antonio do Feijão                                      | 152                   | –                  | Peloplas S/A                                                    | 56,5          | –                | –                                                       | R-S               |
| Vila                              | São Caetano                                                  | 88                    | 1972               | Brasilino Damha e outros                                        | 1,4           | Aberto           | –                                                       | NE-1              |
| Chácara                           | São Caetano                                                  | 12                    | 1955               | –                                                               | 10,6          | Aberto           | [ 1 ]                                                   | NE-1              |
| Jardim                            | São Carlos                                                   | 14                    | 1935               | Família Arruda Botelho                                          | 16,8          | Aberto           | [ 1 ]                                                   | C-SO-1            |
| Jardim                            | São Carlos – Prolongamento                                   | 79                    | –                  | –                                                               | –             | –                | –                                                       | –                 |
| Núcleo Residencial                | São Carlos                                                   | –                     | 1945               | Fundação da Casa Popular                                        |               | Aberto           | [ 27 ]                                                  | C-NE              |
| Loteamento                        | São Carlos Club                                              | 77                    | 1971               | –                                                               | –             | Aberto           | –                                                       | C-NO              |
| Jardim                            | São Gabriel                                                  | 26                    | 1955               | Leonardo Petrilli                                               | 10,0          | Aberto           | [ 1 ]                                                   | NE-1              |
| Jardim                            | São Gabriel – Prolongamento                                  | 132                   | 1976               | Leonardo Petrilli Filho                                         | 22,0          | Aberto           | [ 1 ]                                                   | NE-1              |
| Chácara                           | São João                                                     | 35                    | 1966               | Gysto Rossi                                                     | 5,4           | Aberto           | [ 1 ]                                                   | C-NE              |
| Jardim                            | São João Batista                                             | 7                     | 1955               | Leonardo Petrilli                                               | 20,5          | Aberto           | [ 1 ]                                                   | NE-1              |
| Vila                              | São José                                                     | 36                    | 1949               | José Ventura de Medeiros                                        | 34,0          | Aberto           | [ 1 ]                                                   | NE-1              |
| Parque                            | São José                                                     | 37                    | 1972               | Josefina Casale                                                 | 19,0          | Aberto           | [ 1 ]                                                   | SE-2              |
| Recreio                           | São Judas Tadeu                                              | 65                    | 1973               | Augusto de Aquino; e outros                                     | 32,5          | Aberto           | [ 1 ]                                                   | SE-1              |
| Vila                              | São Miguel                                                   | 142                   | –                  | –                                                               | –             | –                | –                                                       | –                 |
| Jardim                            | São Paulo                                                    | 57                    | 1954               | Itagiba Cardoso de Toledo e outros                              | 30,0          | Aberto           | [ 1 ]                                                   | SE-2 / C-SE       |
| Jardim                            | São Rafael                                                   | 168                   | –                  | Empreendimentos Imob. São Rafael                                | –             | Aberto           | –                                                       | L-1               |
| Parque                            | São Vicente de Paula                                         | 085, 085a             | 1972               | Asilo de Mendicidade D. Maria Jacinta                           | 4,0           | Aberto           | [ 1 ]                                                   | C-NO              |
| –                                 | Science Park São Carlos                                      | 237                   | 2000               | Fundação ParqTec                                                | 16,3          | Fechado          | –                                                       | S                 |
| Parque                            | Sisi                                                         | 192                   | –                  | Sisi Empreendimentos                                            | 2,2           | Aberto           | –                                                       | NO-1              |
| –                                 | Solar dos Engenheiros                                        | 102                   | 1975               | Antenor Garcia Ferreira                                         | 1,5           | Aberto           | [ 1 ]                                                   | NO-2              |
| Vila                              | Sonia                                                        | 62                    | 1948               | Fiação de Sedas São Carlos                                      | 3,3           | Aberto           | [ 1 ]                                                   | SO-1              |
| –                                 | Swiss Park                                                   | 234                   | 2003               | Swiss Park Incorporadora                                        | 26,7          | Fechado          | [ 17 ]                                                  | NO-1              |
| Núcleo Residencial                | Sylvio Villari                                               | 24                    | 1968               | Coop. Habitacional Cidade Azul                                  | 4,3           | Aberto           | Ou "Lagoa Serena"                                       | C-SO-1            |
| Loteamento                        | Taba Yacy                                                    | 111                   | 1976               | Imobiliária Faixa Azul                                          | 2,8           | Aberto           | [ 1 ]                                                   | C-NO              |
| Jardim                            | Taiti                                                        | 161                   | 1979               | Joel Barnabé                                                    | 2,9           | Aberto           | [ 2 ]                                                   | C-SE              |
| Jardim                            | Tangará                                                      | 151a                  | 1976               | Imobiliária Faixa Azul                                          | –             | Aberto           | –                                                       | L-1               |
| Jardim                            | Tangará – Prolongamento                                      | 157                   | 1979               | Imobiliária Faixa Azul                                          | 9,1           | Aberto           | –                                                       | L-1               |
| Condomínio                        | Terra Nova São Carlos I                                      | 253                   | 2008               | Rodobens Negócios Imobiliários                                  | 10,2          | Fechado          | [ 17 ]                                                  | NO-1              |
| –                                 | Terra Nova São Carlos II                                     | –                     | 2009               | Rodobens Negócios Imobiliários                                  | –             | Fechado          | [ 17 ]                                                  | NO-1              |
| –                                 | Tibaia de São Fernando                                       | 164                   | 1980               | José Fernando Porto                                             | 111,7         | Fechado          | Região do "Varjão"                                      | R-N               |
| Jardim                            | Tijuca                                                       | 245                   | 2009               | RPS Engenharia; José Eduardo de Assis Pereira e outros          | 4,0           | Fechado          | [ 17 ]                                                  | L-2               |
| Parque dos                        | Timburis                                                     | 216                   | 1996               | CEM Empreendimentos Imob.                                       | 14,8          | Aberto           | –                                                       | NE-2              |
| Jardim das                        | Torres                                                       | 193                   | 1988               | Imob. Alcobaça / Airton Garcia Ferreira                         | 27,4          | Aberto           | Programa PAR                                            | SO-1              |
| Jardim das                        | Torres – Prolongamento                                       | 248                   | 2008               | Nosso Teto Empreendimentos / Faixa Azul                         | 36,1          | Aberto           | [ 28 ]                                                  | SO-1              |
| Condomínio Residencial Jardim das | Torres                                                       | –                     | 2003               | Prohab São Carlos                                               | –             | Aberto           | Programa PAR                                            | SO-1              |
| –                                 | Tutoya do Vale                                               | 182                   | 1983               | Luis Pereira Lopes                                              | 28,0          | –                | Região do "Varjão"                                      | R-N               |
| –                                 | Vale da Santa Felicidade                                     | 117                   | 1975               | Imobiliária Santa Felicidade                                    | 165,7         | –                | Ou "Varjão"                                             | R-N               |
| Chácara de Recreio                | Vale do Sol                                                  | 139                   | 1976               | José Luiz Andrilli                                              | –             | –                | [ 1 ]                                                   | –                 |
| Parque                            | Vale do Uirapuru                                             | 159                   | 1974               | João Oian; Família Ruggiero                                     |               | –                | [ 1 ]                                                   | R-S               |
| Chácara                           | Valinhos                                                     | –                     | –                  | –                                                               | –             | Aberto           | –                                                       | L-1               |
| Jardim                            | Veneza                                                       | 220                   | 1999               | Soly Empreendimentos                                            | 5,4           | Aberto           | –                                                       | L-1               |
| Residencial                       | Vida Nova São Carlos                                         | –                     | 2019               | Construtora Pacaembu                                            | –             | Aberto           | –                                                       | N-2               |
| Condomínio Residencial            | Vila Verde Sabará                                            | 254                   | 2010               | Daisen Empreendimentos                                          | 6,6           | Fechado          | –                                                       | NE-2              |
| Residencial                       | Village Mont Serrat                                          | –                     | 2006               | MRV Engenharia                                                  | –             | Fechado          | [ 17 ]                                                  | C-SE              |
| –                                 | Village Paineiras                                            | –                     | 2006               | MRV Engenharia                                                  | –             | Fechado          | [ 17 ]                                                  | SE-1              |
| Condomínio Residencial            | Village São Carlos I                                         | 243                   | 2006               | Encalso Construções                                             | 22,9          | Fechado          | [ 17 ]                                                  | N-2               |
| Residencial                       | Village São Carlos II                                        | 244                   | 2006               | Encalso Construções                                             | 25,2          | Fechado          | [ 17 ]                                                  | N-2               |
| Residencial                       | Village São Carlos III                                       | 257                   | 2011               | Encalso Construções                                             | –             | Fechado          | Ou "Village Damha III"                                  | N-2               |
| Residencial                       | Villeneuve I                                                 | –                     | 2017               | Santa Maria do Leme Empreendimentos Imob.                       | 14,4          | Fechado          | –                                                       | N-2               |
| Jardim                            | Vista Alegre                                                 | 239                   | 2007               | GTY Empreend. Imobiliários                                      | 29,5          | Fechado          | [ 17 ]                                                  | N-1               |
| Vila                              | Vista Alegre                                                 | 1                     | 1971               | Miguel Damha                                                    | 5,0           | Aberto           | [ 1 ]                                                   | NE-1              |
| Conjunto Habitacional             | Waldomiro Lobbe Sobrinho                                     | –                     | 2002 / 2003        | CDHU                                                            | –             | Aberto; vertical | [ 37 ]                                                  | SE-2              |
| Residencial                       | Waldomiro Vendrasco                                          | –                     | –                  | Prohab São Carlos                                               | –             | Aberto           | Programa Pró-Moradia                                    | R-EU              |

## Outros
Nos levantamentos do IBGE, usam-se como base inframunicipal os setores censitários, os quais, entretanto, são subdivisões não coincidentes com os bairros ou loteamentos. O município possui mais de duzentos setores.
Na lei do Plano Diretor de 2016, são estabelecidas diferentes macrozonas, zonas, etc. Outras subdibvisões adotdas pela prefeitura são: as zonas de valor da Planta Genérica de Valores, utilizadas para tributação, ou ainda, os setores fiscais utilizados para a fiscalização de posturas municipais.
Em São Carlos, dentre os fatores que determinam o valor do solo urbano, a principal variável explicativa é a localização. Além disso, alguns autores apontam que existe certa incongruência entre a renda média dos habitantes de algumas regiões (de alto padrão), e os valores venais de tributação estabelecidos mediante a Planta Genérica de Valores municipal (no caso, valores relativamente baixos).